# Новостепанівська сільська рада
| Новостепанівська сільська рада — колишній орган місцевого самоврядування у Новомосковському районі Дніпропетровської області з адміністративним центром у с. Новостепанівка. Сільській раді підпорядковані населені пункти: - с. Новостепанівка - с. Варварівка - с. Герасимівка - с. Гнатівка - с. Івано-Михайлівка - с. Веселе |

## Склад ради
Рада складається з 16 депутатів та голови.

## Керівний склад сільської ради
| ПІБ                          | Основні відомості                                                 | Дата обрання | Дата звільнення |
| ---------------------------- | ----------------------------------------------------------------- | ------------ | --------------- |
| Коробка Володимир Сергійович | Сільський голова, 1950 року народження, освіта, безпартійний      | 26.03.2006   | 31.10.2010      |
| Бреус Григорій Порфирович    | Сільський голова, 1949 року народження, освіта вища, безпартійний | 31.10.2010   |                 |

Примітка: таблиця складена за даними джерела